# فرودگاه کونابارابران
فرودگاه کونابارابران (به انگلیسی: Coonabarabran Airport) یک فرودگاه همگانی با کد یاتا COJ است که یک باند فرود آسفالت دارد و طول باند آن ۱۵۲۰ متر است. این فرودگاه در کشور استرالیا قرار دارد و در ارتفاع ۶۴۵ متری از سطح دریا واقع شده‌است.